# Igrejas Reformadas sob a Cruz
As Igrejas Reformadas sob a Cruz (IRC) — em Holandês: Gereformeerde Kerken onder het Kruis — formaram uma denominação reformada continental conservadora na Holanda, em 1834, por igrejas que se separam da Igreja Reformada Neerlandesa.
Em 1869, a maioria de suas igrejas se uniu às Congregações Cristãs Separadas para formar as atuais Igrejas Cristãs Reformadas na Holanda. Uma pequena parte das igrejas se recursou a fazer parte da fusão, mantendo a denominação existente até 1907, quando o grupo remanescente se uniu às Congregações Ledeborianas para formar as atuais Congregações Reformadas.

## História
Em 1834, dois grupos de igrejas se separaram da Igreja Reformada Neerlandesa (IRN) acusando a denominação de ser tolerante ao Liberalismo Teológico e de interferência estatal na religião. Um grupo formou as Igrejas Reformadas sob a Cruz (IRC) enquanto outro formou as Congregações Cristãs Separadas (CCS). 
Em 1840, outra divisão ocorreu, com outras igrejas se separando da IRN e formando as Congregações Ledeborianas.
Em 1869, a maior parte das IRC e as CCS se uniram para formar as Igrejas Cristãs Reformadas na Holanda(ICRH).
Todavia, uma minoria das Igreja Reformadas sob a Cruz (IRC) recusou a fusão e se manteve independente. Esse grupo se uniu às Congregações Ledeborianas em 1907, para formar as Congregações Reformadas, dando fim a IRC.